# La Voulte-sur-Rhône

La Voulte-sur-Rhône este o comună în departamentul Ardèche din sud-estul Franței. În 1 ianuarie 2022 avea o populație de 4.762 de locuitori.